# Калантай Наталя Вікторівна
Наталя Вікторівна Калантай (нар. 9 серпня 1981) — українська акторка. Заслужена артистка України (2024).

## Життєпис
Закінчила у 2000 році Київський коледж культури і мистецтв за спеціальністю — диригентка-керівниця оркестру народних інструментів, організаторка культурно-дозвілевої діяльності, освіти та науки, педагогиня по класу бандури.
У 2004 році закінчила Київський державний університет театру, кіно і телебачення ім. Карпенка-Карого (майстерня Олега Шаварського).
З 2004 року — акторка Національного академічного драматичного театру імені Івана Франка.
Одружена з актором Сергієм Калантаєм.

## Театр
- 1999 — «Шельменко-денщик» за однойменною п'єсою Григорія Квітки-Основ'яненка; реж. Петро Ільченко) — Евжені[3]
- 2007 — «Кайдашева сім'я» за однойменною повістю Івана Нечуй-Левицького; реж. Петро Ільченко) — Мотря[3]
- 2011 — «Попелюшка» Євгена Шварца; реж. Петро Ільченко) — Хрещена фея[3]
- «Райськеє діло»; реж. Андрій Приходько) — Солістка[4]
- «Ідіот»; реж. Юрій Одинокий) — Олександра Єпанчіна[3]
- «Великі комбінатори»; реж. Дмитро Чирипюк) — Матушка[3]
- «Бременські музиканти»; реж. Дмитро Чирипюк — Отаманша[5]
- «Грек Зорба»; реж. Віталій Малахов) — Вдова[6]
- «Дами і гусари»; реж. Юрій Одинокий) — Юзя[3]
- «Едіт Піаф. Життя в кредит»; реж. Ігор Афанасьєв) — Мішель[3]
- «Назар Стодоля» за однойменною п'єсою Тараса Шевченка; реж. Юрій Кочевенко) — подруга[3]
- «Річард III»; реж. Автанділ Варсімашвілі — Королева Єлизавета[7]
- «Три товариші»; реж. Юрій Одинокий) — Ліллі[3]
- «Жона є жона»; реж. Валентин Козьменко-Делінде) — Маша[3]
- «Лускунчик»; реж. Стас Жирков) — Клерген, Трудген, Грета[3]
- «Ножі в курках»; реж. Ольга Турутя-Прасолова) — Молода жінка[3]
- «Така її доля…»; реж. Станіслав Мойсеєв — Постаті[3]
- «Той, хто з неба впав»; реж. Петро Ільченко) — Химка-амазонка
- «Соло-мія» — Жінка
- «Брати Карамазови» — Юля
- «Ромео і Джульєтта» — Розаліїна
- «Новорічна Одіссея» — Снігуронька
- «Украдене щастя» — сусідка
- «Кавказьке крейдяне коло» — Кухарка
- «Кіт-чарівник» — Ліда
- «Урус-Шайтан» — Софія
- «Легенда про Фауста» — Студенти, духи, чорти, гріхи
- «В неділю рано зілля копала …» — Дівчина
- «Двір Генріха III» — Герцогиня
- «Котигорошко» — Пророчиця
- «Кін IV» — Єлена

## Фільмографія
- 2003 — «Весела компанія» — епізод
- 2003 — «Завтра буде завтра» — епізод
- 2005 — «Золоті хлопці» — епізод
- 2006 — «Повернення Мухтара»-3 — Люся
- 2007 — «Повернення Мухтара»-4 — Ольга
- 2008 — «Почати спочатку. Марта» — епізод
- 2012 — «Господиня тайги-2» — Белла
- 2015 — «Відділ 44» — Ірина
- 2017–2018 — «Лікар Ковальчук» — Варвара
- 2018 — «Відчайдушний домогосподар» — Ольга Карпова